# Henri Dupuy de Lôme

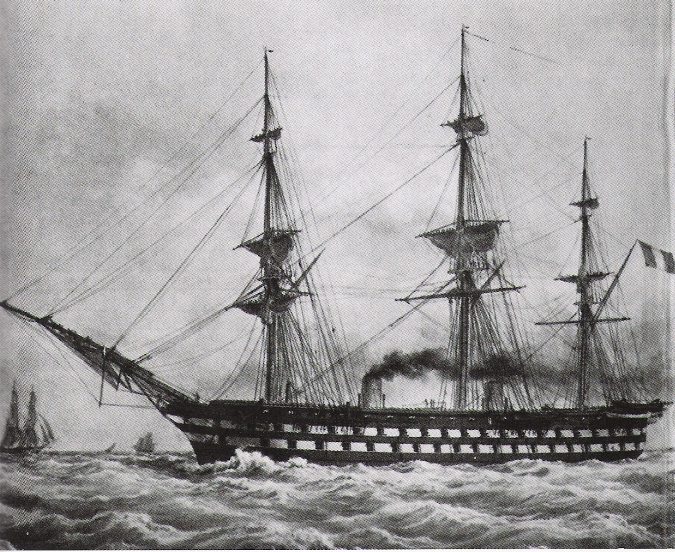
Napoléon — první řadová loď s parním pohonem a lodním šroubem

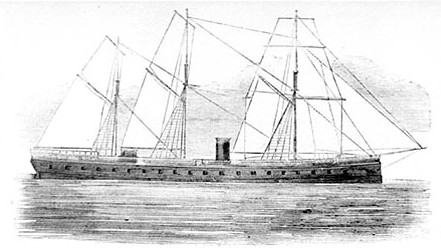
La Gloire — první pancéřovaná válečná loď schopná služby na otevřeném moři

Stanislas Charles Henri Dupuy de Lôme (15. října 1816 Ploemeur u Lorientu - 1. února 1885 Paříž) byl francouzský stavitel lodí, považovaný často za nejlepšího francouzského stavitele lodí všech dob. Zasloužil se především o rozvoj parou hnaných pancéřovaných bojových lodí a francouzského loďstva všeobecně, ale zasáhl i do vývoje ponorek a vzducholodí. Dopomohl k tomu, že se ve druhé polovině 19. století stalo francouzské loďstvo druhým nejmocnějším loďstvem na světě.
Henri Dupuy de Lôme vystudoval École Polytechnique. Po dokončení vzdělání odešel přibližně v roce 1842 do Anglie. Zde získal znalosti o stavbě železných lodí a využití parních strojů. V roce 1844 vydal v Paříži o svých poznatcích rozsáhlou zprávu.
Na základě průzkumu první britské železné šroubové dopravní lodi SS Great Britain, která byla spuštěna na vodu v době jeho pobytu v Británii, navrhl v roce 1845 novou koncepci válečných plavidel: Ocelový trup, a pohon parním strojem a lodním šroubem. Dopis, kterým tuto koncepci navrhl, lze považovat za první krok k moderním válečným lodím. V té době byly ve výzbroji všech námořních mocností plachetní řadové lodě.
Podle jeho návrhu byla v roce 1847 postavena Napoléon, první řadová loď poháněna parním strojem a také první řadová loď poháněná lodním šroubem. Napoléon však měl stále dřevěný trup. Parní pohon byl doposud vyhrazen jen pro menší lodě, operující u pobřeží. Brzy se však rozšířil.
Dalším úspěchem byla stavba fregaty La Gloire – první plnohodnotné pancéřové lodi schopné operací na širém moři. Trup lodi byl sice stále ze dřeva, byl ale chráněn 120mm silným pancířem (prvním celoželeznou lodí byl britský HMS Warrior).
Henri Dupuy de Lôme se později věnoval rovněž politice a byl členem francouzské akademie věd. Dodnes po něm byly pojmenovány tři lodě. Pancéřový křižník Dupuy de Lôme z roku 1887 byl první lodí své kategorie na světě. Následovala ponorka Dupuy de Lôme z roku 1914 a špionážní loď Dupuy de Lôme z roku 2004.